# アジルテナガザル

アジルテナガザル（またはクロテテナガザル）は、テナガザル科の霊長類である。特定動物。

## 分布
インドネシア（スマトラ島(北部を除く)、ボルネオ島南西部）、マレーシア（マレー半島の一部）

## 形態
体毛は黒から赤茶まで様々な色をしているが、眉部の毛は常に白色で、オスはさらに頬部の毛も白色（または明るい灰色）である。なお、オスはメスより少し体サイズが大きいことからも区別できる。アジルテナガザルの平均体重は5.5kg、体長は40～60cmである。他のテナガザル同様、尾はない。

## 亜種
アジルテナガザルには3亜種が存在する。
- Hylobates agilis agilis　G. F. Cuvier, 1821　マウンテンアジルテナガザル　Mountain agile gibbon
- Hylobates agilis albibarbis　Lyon, 1911　ボルネオシロヒゲテナガザル　Bornean white-bearded gibbon
- Hylobates agilis unko　Lesson, 1840　ローランドアジルテナガザル　Lowland agile gibbon

ボルネオシロヒゲテナガザルを独自の種に分類する学説もある。

## 生態
長い腕を用いて、枝につかまって振り子状に体を揺らし、腕わたりで機敏に移動する。ほぼ完全に樹上性で、地上に降りることは滅多にない。他のテナガザル同様、一夫一婦の長期的なペアを形成し、体や声を使った威嚇行為によって自分達の縄張りを防衛する。果実食で、葉や昆虫も食べる。
妊娠期間は7ヶ月で、1仔産である。子の乳離れまでに2年を要する。性成熟後(約8歳)は、交尾相手を見つけるために家族のもとを離れる。